# Żyrzyn
Żyrzyn – wieś w Polsce położona na Wysoczyźnie Lubartowskiej, w województwie lubelskim, w powiecie puławskim, w gminie Żyrzyn.
Wieś szlachecka położona była w drugiej połowie XVI wieku w powiecie lubelskim województwa lubelskiego. 
W latach 1975–1998 miejscowość należała administracyjnie do ówczesnego województwa lubelskiego.
Miejscowość jest sołectwem, siedzibą gminy Żyrzyn. Według Narodowego Spisu Powszechnego z roku 2011 wieś liczyła 1543 mieszkańców.
Wieś leży przy drodze ekspresowej S17 (E372) oraz przy drodze wojewódzkiej nr 824.
Historycznie położony jest w Małopolsce (początkowo w ziemi sandomierskiej, a następnie w ziemi lubelskiej).
W Żyrzynie działa klub piłkarski GLKS Żyrzyniak Żyrzyn, występujący obecnie w klasie "A".

## Historia
8 sierpnia 1863 oddziały powstańców styczniowych pod dowództwem gen. Michała Heidenreicha pokonały Rosjan w bitwie pod Żyrzynem, która rozegrała się właściwie w pobliżu wsi Jaworów. Polacy przejęli 200000 rubli z rosyjskiego konwoju.
19 maja 1945 żołnierze WiN wykonali wyrok na komuniście, milicjancie Józefie Grobelu.